# James McCaffrey
James Perry McCaffrey, född 27 mars 1958 i Albany i delstaten New York, död 17 december 2023 i Larchmont i delstaten New York, var en amerikansk skådespelare. Bland hans mest kända insatser märks röstrollen som Max Payne i datorspelet Max Payne, Jimmy Keefe i dramakomediserien Rescue Me och Arthur O'Byrne/Jack Dale i polisserien Spanarna. Han avled av myelom 2023.

## Filmografi (i urval)

### Filmer
- 1996 – Sanningen om katter & hundar
- 1997 – Nick and Jane
- 1999 – Livets musik
- 1999 – Förväxlade babysar
- 2003 – American Splendor
- 2004 – She Hate Me
- 2005 – Hide and Seek
- 2007 – Feel the Noice
- 2008 – Max Payne
- 2010 – The Pregnancy Pact
- 2010 – Meskada
- 2012 – Compliance
- 2016 – Blind
- 2018 – The Big Take

### TV-serier
- 1994–1997 – Spanarna (TV-serie)
- 1994 – Viper (TV-serie) (även 1996–1999)
- 1998 – Sex and the City (TV-serie)
- 2000 – Law & Order: Special Victims Unit (TV-serie)
- 2003 – Law & Order: Criminal Intent (TV-serie)
- 2003 – As the World Turns (TV-serie)
- 2004–2011 – Rescue Me (TV-serie)
- 2006 – 3 lbs (TV-serie)
- 2011 – Blue Bloods (TV-serie) (även 2022)
- 2011 – The Glades (TV-serie)
- 2011 – A Gifted Man (TV-serie)
- 2011–2012 – Revenge (TV-serie)
- 2013–2018 – Suits (TV-serie)
- 2013 – White Collar (TV-serie)
- 2014 – The Following (TV-serie)
- 2014 – Forever (TV-serie)
- 2017 – Bull (TV-serie)
- 2017–2019 – She's Gotta Have It (TV-serie)
- 2018 – Jessica Jones (TV-serie)

### Datorspel
- 2001 – Max Payne (röst)
- 2003 – Max Payne 2: The Fall of Max Payne (röst)
- 2005 – Area 51 (röst)
- 2008 – Alone in the Dark (röst)
- 2010 – Alan Wake (röst)
- 2012 – Max Payne 3 (röst)
- 2019 – Control (röst)
- 2023 – Alan Wake 2 (röst)